# Oligosita sparsiciliata
Oligosita sparsiciliata är en stekelart som beskrevs av Lin 1994. Oligosita sparsiciliata ingår i släktet Oligosita och familjen hårstrimsteklar. Inga underarter finns listade i Catalogue of Life.